# Billy Wolfe
William Cuthbertson „Billy“ Wolfe (* 22. Februar 1924 in Bathgate, West Lothian; † 18. März 2010 in Hamilton, Lanarkshire) war ein schottischer Politiker und langjähriger Vorsitzender der Scottish National Party (SNP).

## Leben
Wolfe besuchte das George Watson's College in Edinburgh und qualifizierte sich später für einen Chartered Accountant. Während des Zweiten Weltkrieges diente er im Scottish Horse Regiment der British Army.
1959 trat er der Scottish National Party bei. Des Weiteren war er in den früheren 1960er Jahren in der Campaign for Nuclear Disarmament aktiv. Bei der Nachwahl 1962 im Wahlkreis West Lothian erreichte er als SNP-Kandidat überraschend den zweiten Platz hinter Tam Dalyell von der Labour Party. Insgesamt trat er noch sechs weitere Mal in diesem Wahlkreis an.
Von 1966 bis 1969 war Wolfe Stellvertretender Vorsitzender der SNP und löste im Jahr 1969 Arthur Donaldson als Parteivorsitzenden ab. Dieses Amt bekleidete er bis 1979. Während seiner Amtszeit erreichte die SNP mit dem Gewinn von 11 Sitzen bei den Unterhauswahlen im Oktober 1974 ihr bis 2015 bestes Ergebnis bei einer Wahl zum britischen Parlament.
Wolfe war zweimal verheiratet und hatte vier Kinder, zwei Söhne und zwei Töchter, aus erster Ehe.

## Werke
- Scotland Lives: The Quest for Independence, 1973 (ISBN 0-903065-09-6)